# Coleophora pseudoditella
Coleophora pseudoditella é uma espécie de mariposa do gênero Coleophora pertencente à família Coleophoridae.